# Pardosa martinii
Pardosa martinii este o specie de păianjeni din genul Pardosa, familia Lycosidae. A fost descrisă pentru prima dată de Pavesi, 1883.
Este endemică în Etiopia. Conform Catalogue of Life specia Pardosa martinii nu are subspecii cunoscute.